# Bergrevier Siegen II

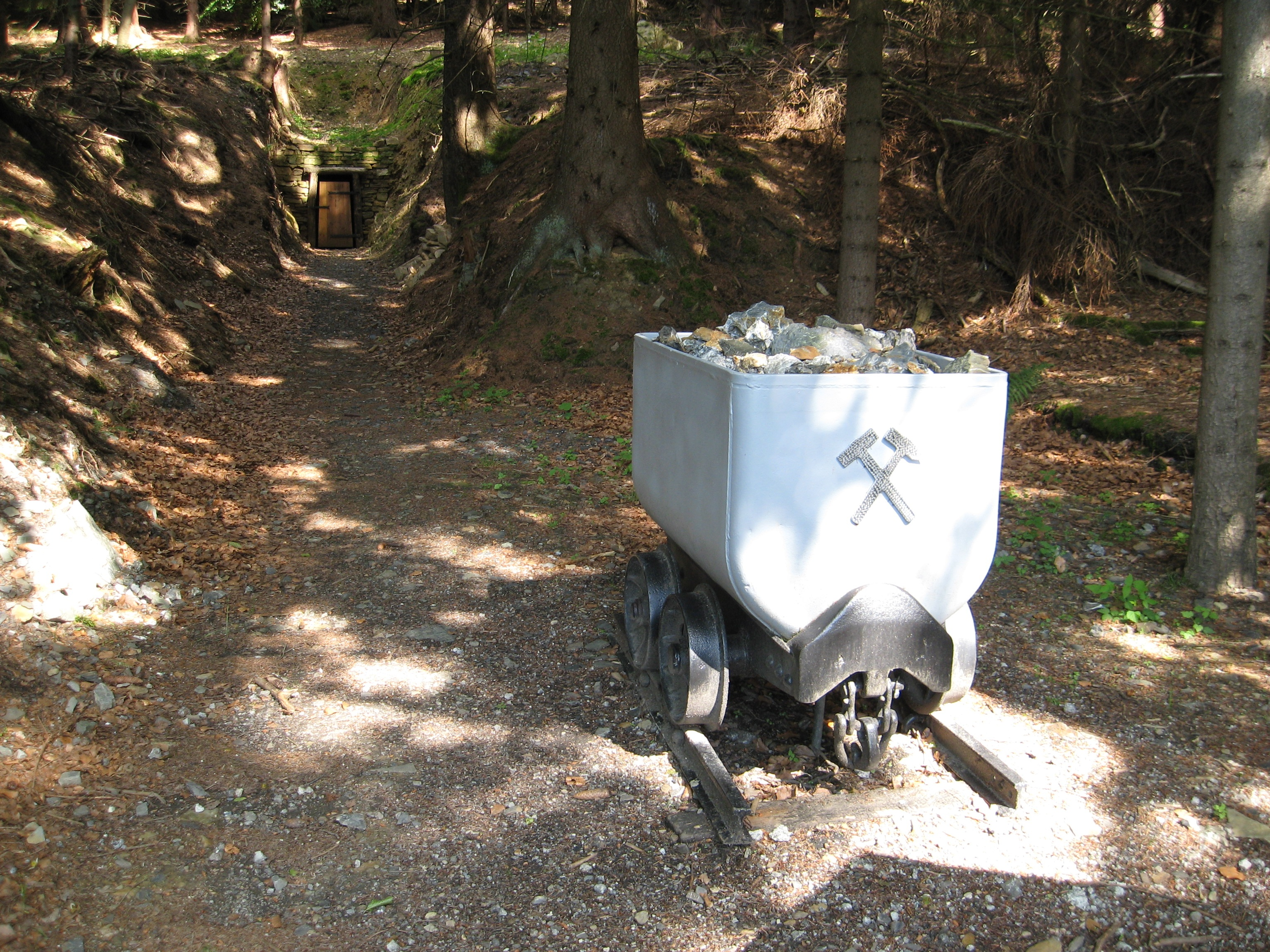
Im Hintergrund: das restaurierte Mundloch der Grube Marie mit Hunt auf der Kalteiche südlich von Wilnsdorf

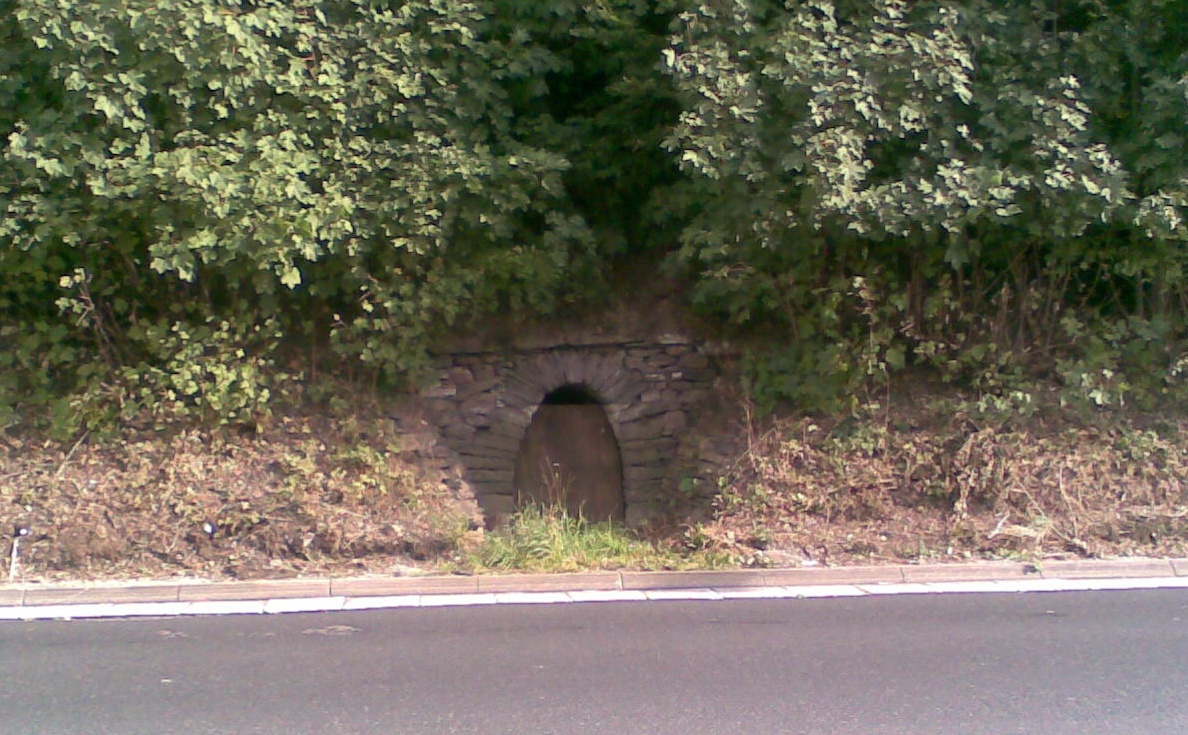
Mundloch der Kobaltgrube Hasselstrauch in Eiserfeld

Das Bergrevier Siegen II war ein Verwaltungsbezirk des 1861 aufgelösten Bergamtes Siegen im zentralen bis südöstlichen Siegerland.

## Ausdehnung

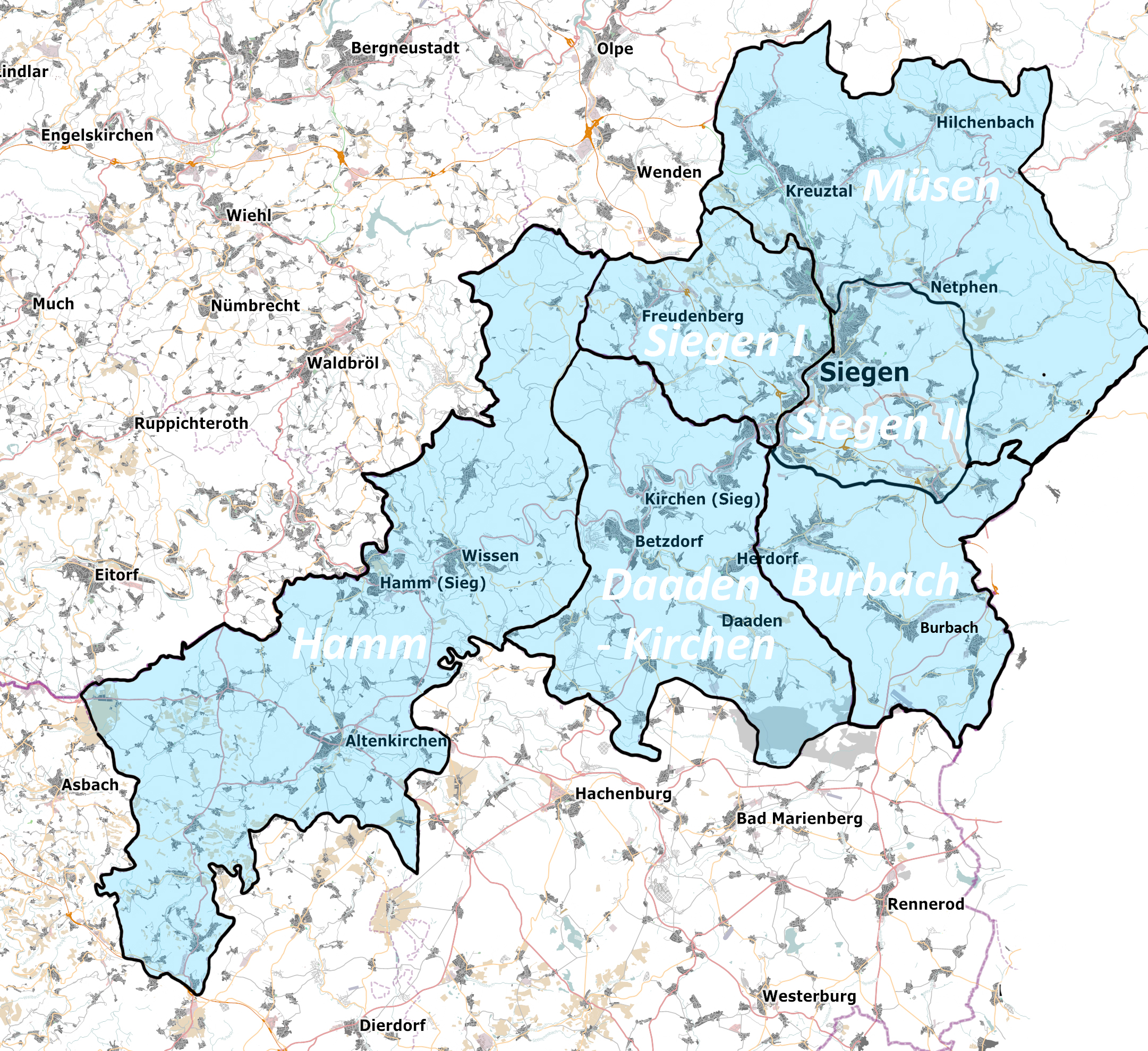
Bergreviere Siegerland

Das Bergrevier Siegen II hatte eine Fläche von 91,8 km² und umfasste das Amt Wilnsdorf, außer dem erst 1895 vom Amt Burbach zu Wilnsdorf gekommenen Wilden, sowie dem heute zu Eiserfeld gehörenden Hengsbach aus dem Amt Eiserfeld, die Orte Kaan, Marienborn (heute Kaan-Marienborn), Volnsberg, Bürbach, Weidenau (mit Haardt), dem später entstandenen Ort Geisweid und der Stadt Siegen. Der Eisernbach und die Sieg bildeten zwischen Eiserfeld und Klafeld (Geisweid) die Grenze zum Bergrevier Siegen I.

## Geschichte
1298 wurde die Grube Ratzenscheid als älteste des Siegerlandes erstmals erwähnt.
Gegen Ende des 18. Jahrhunderts wurden an der Sieg zwischen Eisern und Siegen zahlreiche Kobaltgruben in Betrieb genommen. Im 19. Jahrhundert wurden auf der Eisernhardt zahlreiche Gruben zu zwei Verbundbergwerken konsolidiert. Die bereits bestehende Grube Eiserner Union wuchs bis 1899 durch Anschließen von Grubenfeldern auf eine vielfache Größe an. Am 11. Mai 1859 wurde durch die Konsolidation aus 20 Grubenfeldern der Verbund Eisernhardter Tiefbau gebildet, der neben den Gruben Eiserner Union und Ameise nun eins der größten Bergwerke in Eisern war.
1861 wurde das bis dato „Eisern“ heißende Bergrevier in „Siegen II“ umbenannt. Waren es 1860 noch 53 Gruben, so waren 1886 bereits 386 Gruben im Revier in Betrieb. Die Eisenerzförderung stieg von 22.587 t im Jahr 1861 auf 315.980 t in 1885. 1944 wurde das Bergrevier Burbach aufgrund vieler geschlossener Gruben aufgelöst und in das Bergrevier Siegen II eingegliedert.
Mitte der 1920er Jahre mussten aufgrund der wirtschaftlichen Lage zahlreiche große Gruben im Revier stillgelegt werden. Die Gruben Ameise, Eisernhardter Tiefbau und Neue Haardt waren die im Bergrevier liegenden Gruben, die in der Bergbau Siegerland AG zusammengeschlossen wurden. 1961 wurde mit der Grube Neue Haardt die letzte Grube im Bergrevier Siegen II geschlossen.

## Gruben
Eisern und die Hengsbach bildeten das Zentrum mit den meisten Gruben wie Ameise, Eisernhardter Tiefbau, Eiserner Union bei Eisern und Gilberg oder Flussberg am Gilberg. Neben diesen Gruben waren die Gruben Neue Haardt bei Weidenau, Grimberg bei Niederdielfen oder Neue Hoffnung bei Wilgersdorf größere Gruben außerhalb des südlichen Siegener Raums.
Eine Besonderheit bezüglich der Lage stellt die Grube Landeskrone dar. Die Grube zählte zum Bergrevier Siegen II, galt aber durch die Förderung des Erzes in Wildener Gemarkung als „Wildener Grube“.

### Grubenliste
| Grube                      | Gemarkung               | Mutung          | Stilllegung | Teufe (in Meter) | Besonderes |
| -------------------------- | ----------------------- | --------------- | ----------- | ---------------- | ---------- |
| Ameise                     | Siegen-Eisern           | vor 1562        | 1956        | 990              |            |
| Eiserner Union             | Siegen-Eisern           | 1887            | 1925        | 788              |            |
| Eisernhardter Tiefbau      | Siegen-Eisern           | 1859            | 1957        | 880              |            |
| Flussberg                  | Siegen-Eiserfeld        | vor 1697        | 1924        | 374              |            |
| Häuslingstiefe             | Siegen                  | 1553            | 1925        | 460              |            |
| Hohe Grethe                | Siegen                  | vor 1698        | 1927        | 72               |            |
| Gilberg                    | Siegen-Eiserfeld        | um 1580         | 1925        | 624              |            |
| Glücksbrunnen              | Siegen-Eisern/Eiserfeld | vor 1791        | 1925        |                  |            |
| Grimberg                   | Wilnsdorf-Niederdielfen | 1794            | 1910        | 782              |            |
| Landeskrone / Ratzenscheid | Wilnsdorf-Wilden        | 1298-02-26      | 1901        | 94               |            |
| Marie                      | Wilnsdorf               | 1867            | 1918        | 130              |            |
| Martinshardt               | Siegen                  | vor 1872        | 1957        | 310              |            |
| Neue Haardt                | Siegen-Weidenau         | 1465            | 1961        | 1101             |            |
| Neue Hoffnung              | Wilnsdorf-Wilgersdorf   | 1883            | 1913        | 440              |            |
| Nordstern                  | Siegen-Weidenau         | vor 1720        | 1885        | 67               |            |
| Philippshoffnung           | Siegen                  | 1740            | 1940        |                  |            |
| Prinz Friedrich            | Wilnsdorf-Obersdorf     | 1848            | 1903        | 88               |            |
| Pützhorn                   | Siegen-Eiserfeld        | 18. Jahrhundert | 1925        | 107              |            |
| Thalsbach                  | Siegen-Eiserfeld        | 1650            | 1925        | 315              |            |
| Umweg                      | Siegen-Eiserfeld        | vor 1866        | 1925        |                  |            |